# Expert.ai

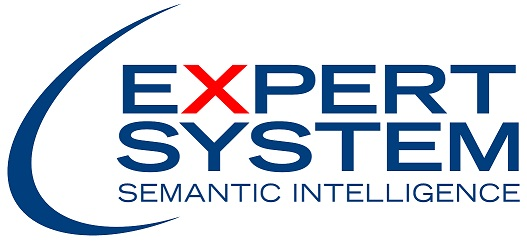
Primo logo di Expert System SpA

Expert.ai (precedentemente Expert System) è una software house italiana fondata a Modena nel 1989. È specializzata nell'analisi e nella gestione delle informazioni non strutturate tramite un approccio semantico.
Ha sviluppato e brevettato il software Cogito che, combinando algoritmi informatici e una rete semantica, effettua l'analisi automatica dei testi con l'obiettivo di aiutare aziende e organizzazioni governative nella gestione dei contenuti.
Dal febbraio 2014 expert.ai è quotata sul mercato AIM Italia - Mercato alternativo del capitale di Borsa Italiana nell'indice FTSE AIM Italia e nel luglio 2014 è stata inclusa da Gartner nel Magic Quadrant for Enterprise Search.

## Storia
Fondata nel 1989 da Stefano Spaggiari insieme a due amici incontrati all'università, Paolo Lombardi e Marco Varone, expert.ai inizia a specializzarsi nel 1992 nella tecnologia dell'analisi linguistica e semantica lanciando il primo software denominato “Errata Corrige”. Due anni più tardi, nel 1994, la società vende una versione avanzata di "Errata Corrige" a Microsoft, realizzando i correttori ortografici in italiano per Microsoft Office.
Nel 1999 expert.ai realizza la prima versione della tecnologia Cogito. L'azienda comincia a privilegiare un orientamento B2B.
Nel 2007 la tecnologia Cogito viene brevettata negli Stati Uniti.
Nel 2014 expert.ai si quota sul mercato AIM Italia - Mercato alternativo del capitale di Borsa Italiana nell'indice FTSE AIM Italia.
Nel 2019 l'azienda registra un fatturato di 30 milioni di euro di cui il 20% realizzato negli Stati Uniti. I principali clienti provengono dai settori della difesa, dell'editoria e delle assicurazioni. Sempre nell'ambito di un rafforzamento internazionale, nel 2019 entra nella società con il 9,4%, attraverso un aumento di capitale di 7 milioni di euro, Ergo, una società che riunisce un gruppo di investitori tra cui Claudio Costamagna, Francesco Caio, Diego Piacentini e Nerio Alessandri.
Nel febbraio 2020 viene nominato CEO del gruppo l'americano Walt Mayo, laurea ad Harvard, esperienze all'estero in missioni diplomatiche per conto della Casa Bianca, in Dell e in Endeavor. Suo compito: più che raddoppiare le vendite negli Stati Uniti fino a far diventare quel mercato il 52% del fatturato. Nel maggio 2020 entrano nel capitale dell'azienda, in cui Spaggiari e gli altri due soci detengono il 21,76% mentre circa il 68% è flottante, due fondi di investimento: Indaco Venture Partners (nato nel 2018 con il 51% in mano all'ex management di venture capital di Intesa Sanpaolo e con il 49% a Fondazione Cariplo e Fondazione Enasarco) e Invesco.